# كيني تومسون (لاعب كرة قدم)
كيني تومسون (بالإنجليزية: Kenny Thomson)‏ (9 نوفمبر 1951 في المملكة المتحدة - ) هو لاعب كرة قدم بريطاني في مركز الدفاع. لعب مع دونفرملين أثلتيك وسانت جونستون ونادي ألوا أثليتيك ونادي كاودينبيث لكرة القدم.